# Джимми Уопо
Тра́вон Дэшо́н Франк Смарт (англ. Travon DaShawn Frank Smart; 13 января 1997, Питтсбург, Пенсильвания — 18 июня 2018, University of Pittsburgh Medical Center, Питтсбург, Пенсильвания, США), более известный под псевдонимом Jimmy Wopo (рус. Джи́мми Уо́по) — американский рэпер из Питтсбурга, Пенсильвании.
Первый успех ему принёс в 2016 году сингл «Elm Street», который вошел в список лучших новых песен у Complex. После этого успеха, он сотрудничал с несколькими известными рэперами, включая Уиз Халифа, Sonny Digital, 21 Savage и др. Получив поддержку от Mike Will Made It, рэп-дуэт Rae Sremmurd вывел Джимми на сцену во время их выступления в Питтсбурге на туре Sremm Life 2.
18 июня 2018 года Уопо был убит во время стрельбы в машину в которой он находился в районе Хилл в Питтсбурге.

## Карьера
В январе 2015 года Уопо начал загружать свои треки на свой SoundCloud. Тейлор Маглин, владелец питтсбургского блога The Daily Loud, стал с ним партнером и начал рекламировать его музыку. Этот дополнительный толчок помог ему получить миллионы просмотров на клипы на своем YouTube канале. Присоединяясь к волне вирусного успеха Уопо, хип-хоп блог WorldStarHipHop эксклюзивно опубликовал пять его музыкальных клипов в 2016 году. 24 июля 2016 года он представил свой дебютный микстейп WOPONESE на Daily Loud. Этот 8-трековый микстейп включал в себя сингл «Back Door», в котором участвует Sonny Digital. В октябре 2016 года Рифф Рафф пригласил Уопо, чтобы он поучаствовал в песне «Stay Away from You» на своем микстейпе Balloween. 25 ноября 2016 года он выпустил совместный альбом со своим коллегой из Питтсбурга рэпером Hardo. В этом девятидорожечном проекте участвовали ShadyHigler, 21 Savage и Wiz Khalifa.
По словам менеджера Уопо, до пятидесяти завершенных неизданных песен будут выпущены посмертно.

## Проблемы с законом
7 февраля 2016 года Уопо был арестован во время остановки его автомобиля в округе Вашингтона, Пенсильвании. Полиция арестовала Уопо после того, как они обнаружили две сумки с веществом похожим на героин и небольшим количеством марихуаны. Он был осужден и обвинен в хранении наркотиков. Был выпущен из тюрьмы под залог 25 000 долларов. После того как он вышел на свободу, Уопо попал в тюрьму из-за нарушения условного заключения. Уопо не проинформировал чиновников о своей поездке в штат Нью-Йорк, где он был пойман и обвинен в нарушении условного срока. Находясь в тюрьме, он написал альбом «Back Against The Wall», который он записал в первый же день когда вышел из тюрьмы.

## Смерть
Днём 18 июня 2018 года, преступник открыл огонь по автомобилю Уопо в районе Хилл Дистрикт, Питтсбурга. Пассажир выжил, но Уопо скончался в больнице. Он погиб в 21 год. Смерть Уопо возмутила общественность из-за того, что за несколько часов до этого неподалёку был убит другой популярный американский рэпер XXXTentacion. Рассматривалась связь между этими двумя убийствами. У него осталось 3 детей, Обри, Тру'лав и Травон младший.

## Дискография
- 2016 — Woponese
- 2016 — Trapnese (совместно с Hardo)
- 2017 — Jordan Kobe
- 2017 — Back Against the Wall